# Zapasy na Letnich Igrzyskach Olimpijskich 1964 – kategoria do 52 kg w stylu wolnym
Zmagania mężczyzn do 52 kg to jedna z ośmiu męskich konkurencji w zapasach w stylu wolnym rozgrywanych podczas Letnich Igrzysk Olimpijskich 1964. Pojedynki w tej kategorii wagowej odbyły się w dniach 11 – 14 października.
Punktacja opierała się na systemie „złych punktów karnych”. Zwycięzca otrzymywał zero punktów za wygraną przez „tusz” (łopatki), a jeden punkt za wygraną na punkty. Dwa punkty przyznawano zawodnikom za remis. Za porażkę na punkty zawodnik otrzymywał trzy punkty, a za przegraną na łopatki przyznawano 4 punkty karne. Uzyskanie sześciu lub więcej punktów eliminowało zapaśnika z turnieju. Najlepsza trójka walczyła w rundzie finałowej.

## Klasyfikacja[1]
| Pozycja | Nazwisko                    | Kraj              |
| ------- | --------------------------- | ----------------- |
| 1       | Yoshikatsu Yoshida          | Japonia           |
| 2       | Chang Chang-sun             | Korea Południowa  |
| 3       | Ali Akbar Hejdari           | Iran              |
| 4       | André Zoete                 | Francja           |
| 4       | Cemal Yanılmaz              | Turcja            |
| 4       | Ali Alijew                  | ZSRR              |
| 7       | Gray Simons                 | Stany Zjednoczone |
| 8       | Muhammad Niaz-Din           | Pakistan          |
| 9       | Malwa Singh                 | Indie             |
| 9       | Czimedbadzaryn Damdinszaraw | Mongolia          |
| 11      | Vincenzo Grassi             | Włochy            |
| 12      | Stojko Małow                | Bułgaria          |
| 12      | Atanasios Zafiropulos       | Grecja            |
| 14      | Seán O’Connor               | Irlandia          |
| 14      | Eduardo Campbell            | Panama            |
| 14      | Faiz Mohammad Khakshar      | Afganistan        |
| 14      | Paul Neff                   | Niemcy            |
| 14      | Gheorghe Țarălungă          | Rumunia           |
| 14      | Ernest Fernando             | Cejlon            |
| 20      | Max McAlary                 | Australia         |
| 20      | Liang Soon Hin              | Malezja           |
| 20      | César del Rio               | Meksyk            |

## Wyniki

### Pierwsza runda[2]
| Zwycięzca                   | Punkty karne | Wynik     | Przegrany              | Punkty karne |
| --------------------------- | ------------ | --------- | ---------------------- | ------------ |
| Muhammad Niaz-Din           | 2            | Remis     | Ali Akbar Hejdari      | 2            |
| Atanasios Zafiropulos       | 0            | Łopatki   | Liang Soon Hin         | 4            |
| Gray Simons                 | 1            | Na punkty | Stojko Małow           | 3            |
| Ali Alijew                  | 1            | Na punkty | Gheorghe Țarălungă     | 3            |
| Malwa Singh                 | 1            | Na punkty | Paul Neff              | 3            |
| Czimedbadzaryn Damdinszaraw | 1            | Na punkty | Ernest Fernando        | 3            |
| Cemal Yanılmaz              | 0            | Łopatki   | Seán O’Connor          | 4            |
| Vincenzo Grassi             | 1            | Na punkty | Faiz Mohammad Khakshar | 3            |
| Yoshikatsu Yoshida          | 0            | Łopatki   | André Zoete            | 4            |
| Eduardo Campbell            | 0            | Łopatki   | César del Rio          | 4            |
| Chang Chang-sun             | 0            | Łopatki   | Max McAlary            | 4            |

### Druga runda[3]
| Zwycięzca                   | Punkty karne | Wynik                       | Przegrany              | Punkty karne |
| --------------------------- | ------------ | --------------------------- | ---------------------- | ------------ |
| Muhammad Niaz-Din           | 3            | Na punkty                   | Atanasios Zafiropulos  | 3            |
| Ali Akbar Hejdari           | 2            | Łopatki                     | Liang Soon Hin         | 8            |
| André Zoete                 | 4            | Łopatki                     | Max McAlary            | 8            |
| Stojko Małow                | 3            | Łopatki                     | Gheorghe Țarălungă     | 7            |
| Gray Simons                 | 3            | Remis                       | Ali Alijew             | 3            |
| Chang Chang-sun             | 1            | Na punkty                   | Eduardo Campbell       | 3            |
| Malwa Singh                 | 1            | Wycofał się w trakcie walki | Ernest Fernando        | 7            |
| Czimedbadzaryn Damdinszaraw | 1            | Wycofał się w trakcie walki | Paul Neff              | 7            |
| Cemal Yanılmaz              | 1            | Na punkty                   | Vincenzo Grassi        | 4            |
| Seán O’Connor               | 4            | Łopatki                     | Faiz Mohammad Khakshar | 7            |
| Yoshikatsu Yoshida          | 0            | Łopatki                     | César del Rio          | 8            |

### Trzecia runda[4]
| Zwycięzca          | Punkty karne | Wynik     | Przegrany                   | Punkty karne |
| ------------------ | ------------ | --------- | --------------------------- | ------------ |
| Muhammad Niaz-Din  | 4            | Na punkty | Stojko Małow                | 6            |
| Ali Akbar Hejdari  | 3            | Na punkty | Atanasios Zafiropulos       | 6            |
| Gray Simons        | 4            | Na punkty | Malwa Singh                 | 4            |
| Ali Alijew         | 4            | Na punkty | Czimedbadzaryn Damdinszaraw | 4            |
| Vincenzo Grassi    | 5            | Na punkty | Seán O’Connor               | 7            |
| Yoshikatsu Yoshida | 1            | Na punkty | Cemal Yanılmaz              | 4            |
| André Zoete        | 4            | Łopatki   | Eduardo Campbell            | 7            |
| Chang Chang-sun    | 1            | Bez walki |                             |              |

### Czwarta runda[5]
| Zwycięzca          | Punkty karne | Wynik     | Przegrany                   | Punkty karne |
| ------------------ | ------------ | --------- | --------------------------- | ------------ |
| Chang Chang-sun    | 2            | Na punkty | Muhammad Niaz-Din           | 7            |
| Ali Akbar Hejdari  | 5            | Remis     | Gray Simons                 | 6            |
| Ali Alijew         | 4            | Łopatki   | Malwa Singh                 | 8            |
| Cemal Yanılmaz     | 4            | Łopatki   | Czimedbadzaryn Damdinszaraw | 8            |
| Yoshikatsu Yoshida | 1            | Łopatki   | Vincenzo Grassi             | 9            |
| André Zoete        | 4            | Bez walki |                             |              |

### Piąta runda[6]
| Zwycięzca          | Punkty karne | Wynik     | Przegrany      | Punkty karne |
| ------------------ | ------------ | --------- | -------------- | ------------ |
| Chang Chang-sun    | 3            | Na punkty | André Zoete    | 7            |
| Ali Akbar Hejdari  | 6            | Na punkty | Cemal Yanılmaz | 7            |
| Yoshikatsu Yoshida | 2            | Na punkty | Ali Alijew     | 7            |

### Runda finałowa[7]
| Zwycięzca          | Punkty karne | Wynik     | Przegrany       | Punkty karne |
| ------------------ | ------------ | --------- | --------------- | ------------ |
| Yoshikatsu Yoshida | 3            | Na punkty | Chang Chang-sun | 6            |